# Hemoglobinopatia SC
A Hemoglobinopatia SC caracteriza-se pela presença anômala tanto da hemoglobina S quanto da hemoglobina C.
Possui curso clínico semelhante ao da doença falciforme, porém mais brando. Crises de falcização são menos freqüentes e de menor intensidade.
As maiores complicações desta patologia são a retinopatia e a necrose avascular da cabeça do fêmur. Hematúria e infartos esplênicos também podem ocorrer.
Durante a gravidez existe um risco maior de complicações tromboembólicas.